# 載增 (輔國將軍)
宗室載增（1818年1月4日—1859年7月26日，嘉慶廿二年十一月廿八日丑時—咸豐九年六月廿七日），正藍旗滿洲人，左翼近支宗室正藍旗第二族載字輩，怡親王奕勳五子，載垣之弟，清朝官員、將領，封爵三等輔國將軍，官至副都統。

## 生平
道光八年（1828年）十月，賞戴花翎，同月賞戴一品頂戴。
十六年十二月十九日（1837年1月25日），由應封宗室考封三等輔國將軍，並賞委散秩大臣。
十七年（1837年）十二月，道光帝命和宗室恩华、载坪在乾清門行走。
二十一年（1841年）十二月，充圓明園八旗內務府三旗護軍營總統大臣。
二十二年（1842年）十一月初六日，授內閣學士兼禮部侍郎銜。
二十四年（1844年）四月，調授奉宸苑卿。
二十五年（1845年）四月二十六日，授正黃旗漢軍副都統。九月，兼充鑲黃旗宗室總族長。
二十六年（1846年）正月二十日，充經筵前引大臣。二月二十六日，管理錫伯甲大臣，又署理理藩院左侍郎；二十七日，授正白旗護軍統領。三月初三日，派充隨圍管營大臣；十九日，因道光帝駐蹕南苑時見草木繁茂、野生動物也多，載增等人經理得宜、著有成效，賞加一級。同月，派充磨勘各省繙譯試卷大臣。閏五月二十日，派充嚮導處總統大臣。六月二十六日，派充值年河道溝渠大臣。七月十四日，充御門聽政讀本滿學士。九月十八日，派充仰山漥跪川馬大臣。十月二十五日，充玉牒館副總裁。十一月二十三日，派充演喜起舞隊舞大臣。
二十七年（1847年）正月二十六日，派充隨圍管營大臣、前引大臣。二月初一日，充隨圍護寶大臣；二十一日，派赴演放水師砲位。三月初一日，派充前引大臣。四月二十六日，充保和殿監試官；二十九日，充正大光明殿考試翰詹監試大臣。八月初四日，充正大光明殿考試繙譯翰詹監試；初九日，充演放砲位大臣。九月十七日，充考試繙譯文童彈壓大臣。十月初七日，派充考試譯漢官主考官。十一月二十二日，充稽察科事內閣學士。
二十八年（1848年）二月初六日，充隨圍大臣，初九日，署理鑲黃旗滿洲副都統，十九日，充管理右翼世職官學。三月初五日，派充漢軍管理新舊營房事務大臣。九月十八日，充仰山漥跪川馬大臣。十月二十六日，充紫禁城值年大臣。十二月二十五日，充值年河道溝渠大臣，二十六日，充崇文門右翼監督。
二十九年（1849年）正月十四日，調補鑲白旗滿洲副都統。二月初五日，派充鑲黃旗滿洲管理新舊營房事務大臣；十七日，因「於召見時輒敢以家事冒昧陳奏，已屬膽大妄為，復將妄奏之語向伊家內之人洩漏」，與弟弟載堪皆遭革職、所有差使全部革退。不久後賞給一等侍衛，在大門侍衛上行走。
咸豐二年（1852年）九月初七日，充保和殿監試官。
三年（1853年）三月十四日，授蓋州城守尉，隨即調任興京城守尉。
四年（1854年）五月初一日，升授荊州左翼副都統。七月初三日，由荊州到京。
五年（1855年）正月，因駐防八旗例行揀選防禦、驍騎校官缺送兵部、京旗引見，載增奏湖北對太平軍戰事尚未肅清，請留滿營官兵設防，待終戰撤防後補送部、旗，獲准。
此時太平軍回師攻打漢口鎮，分兵突入襄河，由陸路至沔陽州屬仙桃鎮，載增認為仙桃鎮為荊襄門戶，收復不易，急令翼長佐領錫齡阿率領滿洲兵由了角驛前往救援，一面飭令荊州府石首縣、監利縣、荊門州團練鄉勇各赴關卡要隘，嚴密防緝，並飭署荊宜施道莊受祺籌餉分別解送湖廣總督、湖北巡撫軍營。
二月，荊州右翼副都統貴陞率兵由襄陽北岸進攻，署副都統魁玉率錫齡阿由潛江縣進軍里仁口，擊敗漢江南岸太平軍，太平軍竄往北岸，隨後貴陞率軍過河時於岳家口遭遇突襲，寡不敵眾而敗，載增偵查太平軍已進入潛江縣、天門縣境內，載增認為兩縣上接襄陽且逼近荊州府，應集結兵力防禦，於是親自赴各路巡查調度。載增又奏報太平軍由岳家口偷渡襄河南岸，飭魁玉、錫齡阿找機會會剿，並分派候補同知陳均遠招募鄉勇赴南岸沙洋縣一帶扼守要地，知州蕭蔭恩仍在仙桃南岸防堵，另一支太平軍由興國州進犯長江以南，派守備宗惟清赴北岸防堵，會合迎擊，以免受到牽制，獲上諭認同。
四月二十七日，署理荊州將軍。載增奏報餉銀缺乏，各款項都已蒐羅殆盡，請截留解送襄陽的餉銀五千兩接濟荊州附近各軍，並請挪用宜昌縣沙市鹽課作為荊州派援兵勇經費，都獲准。五月十九日，武漢太平軍沿襄河兩岸向上游侵攻，載增協同總督官文督兵分路援救，以大捷奏報。又因湖北駐京提塘承領各部文件，送到德安府後轉送武昌府、荊州府，此時德安正在交戰中，道路不通，文報延遲，載增奏請改道遞送，並參劾提塘官陳雲錦「漫不經心覺查，任其遺誤」，請交部議處，獲准。六月，官兵於鄢家灣擊敗太平軍，太平軍又會集漢川縣、分路由天門縣出潛江縣，載增飭署理布政使常恩帶兵勇就近防堵，上諭：沔陽、天門一帶經載增多調練勇，沙陽縣一路仍由官文撥兵援剿。七月，奏報已革贊善如山在省城協助其弟武昌知府多山登城作戰守禦，並奉派赴荊州求援催餉，武昌淪陷後留在荊州督練鄉勇，晝夜辛勞，請開復進士原資並賞戴花翎，獲准。八月，太平軍由府河出兵，常恩遭遇埋伏、潰敗，胡林翼漢陽大營被偷襲大敗，蔡店失守，魁玉在沔陽州兵勇僅二百人，載增奏荊州位置緊要，擬率軍前往潛江、沔陽一帶防守，請飭官文軍留駐潛江、沔陽；但上諭認為思慮不周，載增應與官文商議抽調兵勇防剿。九月二十六日，奏報奓山、金口相繼失守，漢川縣失陷，常恩兵力不支，退守鄢家灣、仙桃鎮，荊州府城戒嚴；上諭：「著載增分撥兵勇，防賊紛竄，於郡城附近抽調滿兵，交魁玉督帶。」隨後太平軍進兵沔陽的周家口，魁玉派都司文瑞馳援並親率主力策應，太平軍於是退而轉往侏儒山；另一股太平軍由驍騎校裕壽、軍功陳光煥擊退。十月，侏儒山太平軍計劃大舉行動，魁玉派兵由敦厚岸、西江亭兩處進攻，數度攻破其營寨，太平軍退回漢陽，清軍收復沔陽，上諭催促載增趕緊堵剿仙桃鎮、鄢家灣。不久後，魁玉擊破仙桃鎮太平軍營壘，乘勝追擊、攻破鄢家灣；載增報捷，並奏自德安府城克復後，官文、羅澤南兩軍南北並進，襄河兵勇應乘勢三面夾攻，並飭道員李孟羣由荊州拔營趕赴武漢會剿，都獲朝廷同意。十二月，奏報襄河上竄的太平軍雖被擊退，而沔陽、監利、潛江一帶湖港紛歧、直逼下游，恐怕仍會偷襲潛江、沔陽牽制清軍，請飭官文撥兵中路防守要隘，獲准。載增又奏雖然武漢二府同時收復，但荊州各路官兵請等待審察情形後再陸續斟酌撤守。
六年（1856年）二月十三日，載增奏荊州開辦捐輸補充駐防軍餉，請比照軍營減成章程，每一兩銀交納一串制錢六百文以歸畫一，獲准實行。五月二十四日，載增奏報派員會同地方官設局勸捐，辦理妥善，獲得獎勵。九月，奏報襄陽有一支匪徒突起，焚掠樊城。十月，奏報匪徒由樊城退去，進入光化縣境內，窺伺老河口，並由馬家集前往襄陽縣境呂堰驛劫掠，再至樊城郊外滋擾，載增督兵進剿。十一月，載增奏報四川兵進剿穀城縣賊軍，署松潘鎮總兵德恩於迴流灣、古路嘴兩路獲勝，而後偵查得知距穀城五十里的盛家𡐓為賊軍本營，分路進攻取得大勝；又老河口匪眾進入冷家集，知縣孫福海率鄉勇迎擊，德恩分兵支援，擊破匪眾，穀城縣肅清。十二月初六日，載增奏報襄陽賊軍再度進攻老河口，德恩攻剿多次獲勝，攻破老河口營壘，擒獲首領邱天祿，奏請獎勵，獲准。
七年（1857年）正月，因綿洵到任，載增卸署荊州將軍回副都統本任；並查奏總兵德恩在穀城縣、光化縣、荊門州剿賊時身先士卒，督兵有方，其他官兵紳民都奮勇固守荊州門戶，請分別獎勵，獲得允准。載增也獲得優敘。二月，襄樊一帶匪軍餘部張三彪勾結四川遣散鄉勇，由房縣、興山縣攻陷宜昌府城，擁有五千餘眾、船一百隻，荊州府再度戒嚴，上諭命荊州將軍綿洵出城迎戰、載增守城巡防，令都司宗維清帶兵一千赴宜昌迎擊，德恩帶川兵、錫齡阿帶滿洲營兵、盧又熊帶鄉勇分頭策應；此時遣散回籍的川勇路過荊州，上諭表示恐怕散勇勾結為盜，命載增妥善彈壓，將逗留湖北者繳械押解回川，而督撫派兵不能立刻趕到，應先招募兵勇於水路要隘設防。嗣後匪軍到達白洋，綿洵、載增進擊大勝，收復宜昌，太平軍退至當陽縣、遠安縣境內，朝廷擔憂有蔓延穀城縣、保康縣、竹山縣、房縣的趨勢，而遠安山城地勢險要可以扼守，可能成為敵軍根據地，命載增與副都統巴揚阿籌劃由荊門進軍並通知常恩夾擊。同月奏報駐防八旗兵屢建戰功，請以現食錢糧及身而止的德克精阿等五十六人准歸回旗籍作為另戶滿洲，已註銷旗檔的有成等二十六人准其免銷旗檔，陣亡的雙全子孫仍歸旗檔一併補糧當差，又查明撫卹陣亡官兵，都獲諭旨允准。
八年（1858年）九月二十六日，再次署理荊州將軍。十月初七日，奏報荊州府知府祿增墊錢買米支付軍糧五千餘石，請旨獎勵該員子弟，部議准行。十二月初四日，上諭：「旗營本無地方之責，嗣後勸捐接濟，著載增等仍照舊派員會同地方官紳勸諭」，載增隨後奏勸捐不到三天已報解五萬兩，請保獎辦理妥速的承辦各員，獲得允准。
九年（1859年）四月初十日，奏請保獎勸捐出力各員。六月二十七日，卒於任上，年四十二歲。上諭照副都統例賜卹，棺柩返抵北京時准許入城治喪，子溥偀於百日孝滿後由宗人府引見候任，賜祭葬。之後溥偀賞給二等侍衛，承襲三等奉國將軍。

## 家庭及關聯
- 六世祖父：清聖祖（1654年—1722年）。
- 六世祖母：敬敏皇貴妃（？年—1699年）。
- 五世祖父：怡賢親王允祥（1686年—1730年），封怡親王，官總理事務王大臣、管理戶部及宗人府事務、圓明園八旗內務府三旗護軍營掌印總統大臣、議政大臣。
- 五世祖母：兆佳氏，尙書瑪爾漢之女，允祥嫡福晉。
- 高祖父：怡僖親王弘曉（1722年—1778年），襲怡親王，官正白旗漢軍都統，管理理藩院事務。
- 高祖母：石佳氏，石中玉之女，弘曉側福晉。
- 曾祖父：怡恭親王永琅（1746年—1799年），襲怡親王，官至總管內務府大臣、正黃旗滿洲都統、圓明園八旗內務府三旗護軍營掌印總統大臣、總管圓明園事務大臣。
- 曾祖母：瓜爾佳氏，前鋒參領德柱之女，永琅嫡福晉。
- 祖父：綿標（1770年—1799年），封不入八分輔國公，官至正藍旗護軍統領、火器營總統大臣，追封怡親王。
- 祖母：劉氏，劉善福之女，綿標側福晉。

### 父母
- 父：怡恪親王奕勳（1793年—1818年），襲封怡親王，諡恪。
- 嫡母：鈕祜祿氏，四川總督和琳孫女、輕車都尉豐紳宜綿之女、宣宗成貴妃姊妹，奕勳嫡福晉。
- 繼母：伊爾根覺羅氏，副都統西寧辦事大臣恆敬[27]之女，奕勳繼福晉。
- 生母：李氏，豐盛額之女，奕勳之妾。

### 兄弟
載增排行第五，有四兄二弟。
- 載坊（1816年—1821年），庶母舒氏所生，襲怡親王，早薨。
- 載垣（1816年—1861年），庶母李氏所生，襲怡親王，官至領侍衛內大臣、圓明園八旗內務府三旗護軍營掌印總統大臣、鑲紅旗滿洲都統、善撲營總統大臣，辛酉政變因罪革爵賜自盡。娶那拉氏，長蘆鹽政延豐之女，按察使福珠隆阿及宣宗和妃姊妹。
- 載坪（1817年—1841年），庶母胡氏所生，封三等輔國將軍，官散秩大臣。娶鈕祜祿氏，前鋒統領常喜之女。
- 載圻（1817年—1869年），庶母舒氏所生，封三等輔國將軍，官官一等侍衛侍衛班領。娶沙濟富察氏，副都統阿克蘇辦事大臣誠端之女。
- 載堃（1818年—1853年），庶母胡氏所生，封三等輔國將軍。娶博爾濟吉特氏，一等侍衛多爾濟帕拉木之女。
- 載堪（1818年—1861年），庶母王氏所生，封三等輔國將軍，官至兵部侍郎、左翼前鋒統領。娶博羅特氏，一等誠勇公裕恒之女、和碩額駙散秩大臣德徽姊妹。

### 妻室
- 嫡妻：費莫氏，道光二年文進士武英殿大學士文慶之女。
- 無側室。

### 子嗣
- 長子：溥偀（1840年—1891年），或作溥瑛，八品廕生，襲三等奉國將軍，官至鑲白旗蒙古副都統。娶伊爾根覺羅氏，碩長之女。
- 次子：溥新或作溥信（1845年—？年），閑散，賞戴花翎，過繼異母兄載坪為嗣。娶富察氏，浙江嘉興府知府瑞琇之女，嘉慶四年進士禮部尚書貴慶孫女；繼娶內務府完顏氏，貴慶学生完颜麟庆侄崇壽之女。溥新有子毓宝，过继给载垣子溥斌为嗣，兼祧两房。溥新住宅在民国经其子金蕴山转卖，后为人民文学出版社。